# デジタル絵画
デジタル絵画（-かいが）またはデジタルペインティング（英: Digital painting）は、水彩画、油彩画、重ね塗りなどの従来の絵画手法を応用（あるいは擬似）し、コンピュータやペンタブレット、スタイラス、ソフトウェアなどを用いてデジタルに制作される芸術作品である。デジタル絵画が他のデジタルアートやコンピュータアートと異なる点は、コンピュータによるモデルからのレンダリングを行わない点である。芸術家はコンピュータ上で絵画手法を使って直接デジタル絵画を描く。
デジタル絵画と従来の絵画の主な違いは、描画プロセスの非線形さである。すなわち、制作者は複数の絵画を重ねて置き、個別に修正できる。また、描画処理の取り消しや再実行も可能であるため、線形な（= 逐次的な）制作過程から解放される。しかし、デジタル絵画は従来の絵画との画面の違いと実体感の無さから、従来の絵画技法をどう応用するかという点で限界がある。デジタル絵画には従来の絵画にはなかった新たなツールもある。例えば、数百万の色からなる仮想パレット、キャンバスの大きさや媒体を好きなように設定できること、間違ったときにやり直しが可能であること、などなどである。ペンタブレットを使えば、手の動きを非常に正確にコンピュータに伝えることができ、物理的な画面に実際のペンで描いているのと同じ状況をシミュレートできる。
デジタル絵画は商業アートとして繁栄している。例えば、映画のコンセプト設計、テレビ、ゲームなどで広く使われている。デジタル絵画向けのソフトウェア（ペイントツール）は、実際の絵画を描くのと変わらない環境（例えば、カンバス、パレットでの色の調合、多彩な色数など）を提供する。

## ソフトウェア
デジタル上で水彩、また油彩など従来の絵画の手法を応用するには、ソフトウェアによるシミュレート方式によってどれほどデジタル特有の手法を使わずに再現できるかや、デジタルの手法とミックスして作業ができるかなどが関係している。「ナチュラルペインティング」としてMac黎明期から有名なのがCorel Painterであり、画材の数は他ソフトより圧倒的に多い。またAdobe Photoshopではテクスチャやカスタムブラシを用いた表現方法が広く浸透し、Painterのブレンドブラシ酷似のブラシが搭載されたり、一部のブラシを開発していたメンバーが抜けてArtRageを発売するなど、現代では様々なソフトウェアで水彩や油彩風を描くことができる。
主なソフトウェア
- Corel Painter
- Adobe Photoshop
- Corel Paint Shop Pro
- ArtRage
- openCanvas
- CLIP STUDIO PAINT

デジタル絵画には、印象派の作品もあれば、写実主義の作品も、水彩のような作品もある。